# Карло I Савојски
Карло I Савојски познат као Ратник (Карињано, 29. март 1468 — Пинероло, 13. март 1490) је био маркиз од Салуца (од 1487. године), војвода од Савоје, принц од Пијемонта и гроф од Аосте, Моријане и Нице од 1482. до 1490. године. Полагао је право и на титуле краља Кипра, краља Јерусалима и краља Киликије - Јерменије.

## Биографија

### Детињство и младост
Карло је био син војводе Амадеа IX (1435 – 1472) и војвоткиње Јоланде од Француске (1434 – 1478), (такође зване Виоланта од Француске или Валоа) и стога брат војводе Филипа I Савојског, након чије смрти се попео на престо Пијемонтске државе, веома млад (само 14 година).

### У Француској
Краљ Луј XI, као Карлов ујак се тада сматрао његовим старатељем, одвео га је у Француску и поставио је бискупа Женеве за намесника Савоје: узалуд је Филип, из огранка Савоја-Бреш, покушавао да добије викаријат Пијемонт.

### Брак
Војвода Карло I Савоја је, након смрти краља Луја XI 1483. године, се вратио у своју домовину да би коначно могао да влада. Затим се оженио маркизом Бјанком од Монферата (1472 – 1519), ћерком маркиза Вилијама VIII Палеолога.

### Владавина
Упркос својој младости, био је у стању да покаже невероватну чврстину и одлучност: одлучан да успостави ред у Пијемонту којим је доминирало угњетавање барона и феудалаца (који су имали прилику да испоље своју моћ у тренуцима наследне кризе након смрти војводе Амадеа IX Савојског), војвода Карло I је знао како да побуне и злоупотребе потчини својој вољи.
Објавивши рат маркизату од Салуца, са којим већ неко време нису постојали добри односи, повео је своју војску у битку 1487. године, заузео је Кармањолу, један од главних градова малог маркизата. Када је коначно опседао сам Салуцо, маркиз Лудовико II је био приморан да се преда и ода почаст младом војводи од Савоје, који је, додуше на кратко, припојио поседе Алерамичи лордова својим властелинствима.

### Претензије
Дана 26. фебруара 1485. године, купио је права на Краљевину Кипар, Јерусалим и јерменску Киликију од своје тетке Шарлоте од Кипра, која је себе сматрала легитимном титуларном владарком чак и након његовог свргавања 1464. године, којим се обавезао да ће својој тетки исплаћивати пензију од 4300 флорина годишње, уговор је ратификовао папа Иноћентије VIII. Међутим, након смрти последње владајуће краљице Катарине Корнаро 1489. године, Краљевина Кипар је припала Венецијанској Републици, док је војвода Карло I остао само претендент.

### Смрт
Пошто је победио у рату против маркизата Салуцо и вратио се у своју домовину, 1490. године после банкета му је, заједно са осталим гостима, позлило. Било је гласина о отрову, неки су оптуживали маркиза Лудовика II од Салуца да је изазвао смрт младог војводе, чињеница је да је војвода Карло I Савојски умро и да је сахрањен у цркви Августинаца из Карињана; касније је тело премештено и сахрањено у капели Верчелијеве катедрале, где се и данас налази.

## Потомство
Војвода Карло I и војвоткиња Бјанка од Монферата су имали двоје деце која су доживела зрелост:
- Јоланда (1487 – 1499),[1] се удала 1496. године, за свог рођака Филиберта Савоју (1480 – 1504), сина Филипа Сензатера, који ће постати војвода од Савоје;
- Карло II (1488 – 1496), Карло Ђовани Амедео, његов наследник са именом Карло Ђовани Амедео[1];
- Нерођено дете 1488. године;
- Ћерка која није рођена 1490. године.

## Почасти
- Велики мајстор Ордена оковратника.